# Nòric
|  | Per a altres significats, vegeu «Nòric (llengua)». |

El Nòric o Nòrica (Noricum) va ser una província romana creada l'any 16 aC, i el regne conquerit totalment el 15 aC. El riu Danubi era la seva frontera nord, mentre que a l'oest limitava amb Rècia i Vindelícia, a l'est amb Panònia, i al sud amb Panònia, Itàlia i Dalmàcia. Correspon a part de l'actual Àustria i part de Baviera.
La població original van ser els pannonis, propers dels il·liris, però després de la gran emigració celta aquest poble va ser el dominant des del segle iv aC, i entre els grups dominants els tauriscs, que són probablement els que els romans anomenaven nòrics (norici) perquè tenien capital a Noreia (moderna Neumarkt a Estíria). Altres pobles esmentats per Ptolemeu eren: els rigusci, halaunii, suanetes, sevaces i ambisonti.
El 16 aC els nòrics es van unir als pannonis i van envair Ístria; els soldats nòrics a les legions a Ístria es van revoltar; però rebels, nòrics i pannonis van serderrotats pel procònsol d'Il·líria Publius Silius, i llavors els romans van ocupar el Nòric. Des de llavors el territori s'anomenava província però de moment no es va organitzar com a tal sinó que va mantenir l'estructura monàrquica preexistent (Regnum Noricum) sota l'autoritat d'un procurador imperial. Cap a l'any 40 Calígula va declarar formalment incorporat el regne. Sota Antoní Pius la Legio II Pia (després Legio II Italica) es va estacionar a la regió i el seu comandant va ser nomenat governador provincial.
Dioclecià va dividir la província en les del Nòric Ripense (a la vora del Danubi) i del Nòric Mediterrani (la part sud) governades per praeses, com a part de la prefectura d'Itàlia i diòcesi d'Il·líria.
Les ciutats principals eren Noreia (Neumarkt), Virunum (Maria Saal prop de Klagenfurt), Clagenfurtum, eslau Celovec (Klagenfurt), Ovilava (Wels), Celeia (Celje), Juvavum (Salzburg), Laurèacum o Lauríacum (Lorch), Boiodurum (Innstadt), Joviacum, Lentia, Arelate o Arlape, Namare, Cetium, Bedaium (Chieming), Virunum, Ahuntum, Lacus Felices, Loncium i Teurnia.
S'han trobat cementiris a Hallstatt que mostren una vigorosa civilització de l'edat del bronze i en evolució cap a l'edat del ferro. Ridgeway considera que aquesta civilització podria ser la que va donar lloc als aqueus homèrics que van emigrar cap a Grècia, molt abans de l'arribada dels gals celtes. Aquests darrers van deixar la seva cultura marcada en la llengua i la societat.